# Saulsches Haus
Das Saulsche Haus (auch Ministerhotel) in der Inneren Altstadt von Dresden wurde 1752 bis 1753 von Johann Christoph Knöffel für den Legationsrat Ferdinand Ludwig von Saul erbaut. Es gilt als das letzte Werk Knöffels. Das Gebäude wurde im Zweiten Weltkrieg zerstört.

## Lage
Das Saulsche Haus bildete den südwestlichen Abschluss der Seestraße und hatte die Hausnummer 18. Südlich stand es unmittelbar an der Wallmauer an der Gasse „An der Mauer“, die damals auch westlich der Seestraße weiterführte.

## Geschichte und Architektur
Es wurde zuerst als eine Dreiflügelanlage erbaut. Im zweiten Bauabschnitt kam ein vierter Flügel hinzu.
Es war ein langgestreckter Bau mit zwei Höfen. Auf dem Untergeschoss ruhten die Obergeschosse mit einfacher Lisenenarchitektur. Die Hauptfassade an der Seestraße war in neun Achsen unterteilt. Der Mittelrisalit war in fünf Achsen unterteilt und mit Kartuschenschmuck versehen. Ein Segmentgiebel über drei Fenster in der Dachzone schmückte den Profanbau. Das Portal nach der Seegasse zeigte eine aufwändige Rokokoschnitzerei mit bronzenen Griffen, eine Arbeit von Joseph Deibel. Später wurde das Gebäude als Ministerhotel genutzt. 1924 wurde es nach Entwürfen von Oskar Pusch für die Sächsische Staatsbank umgebaut.

## Galerie

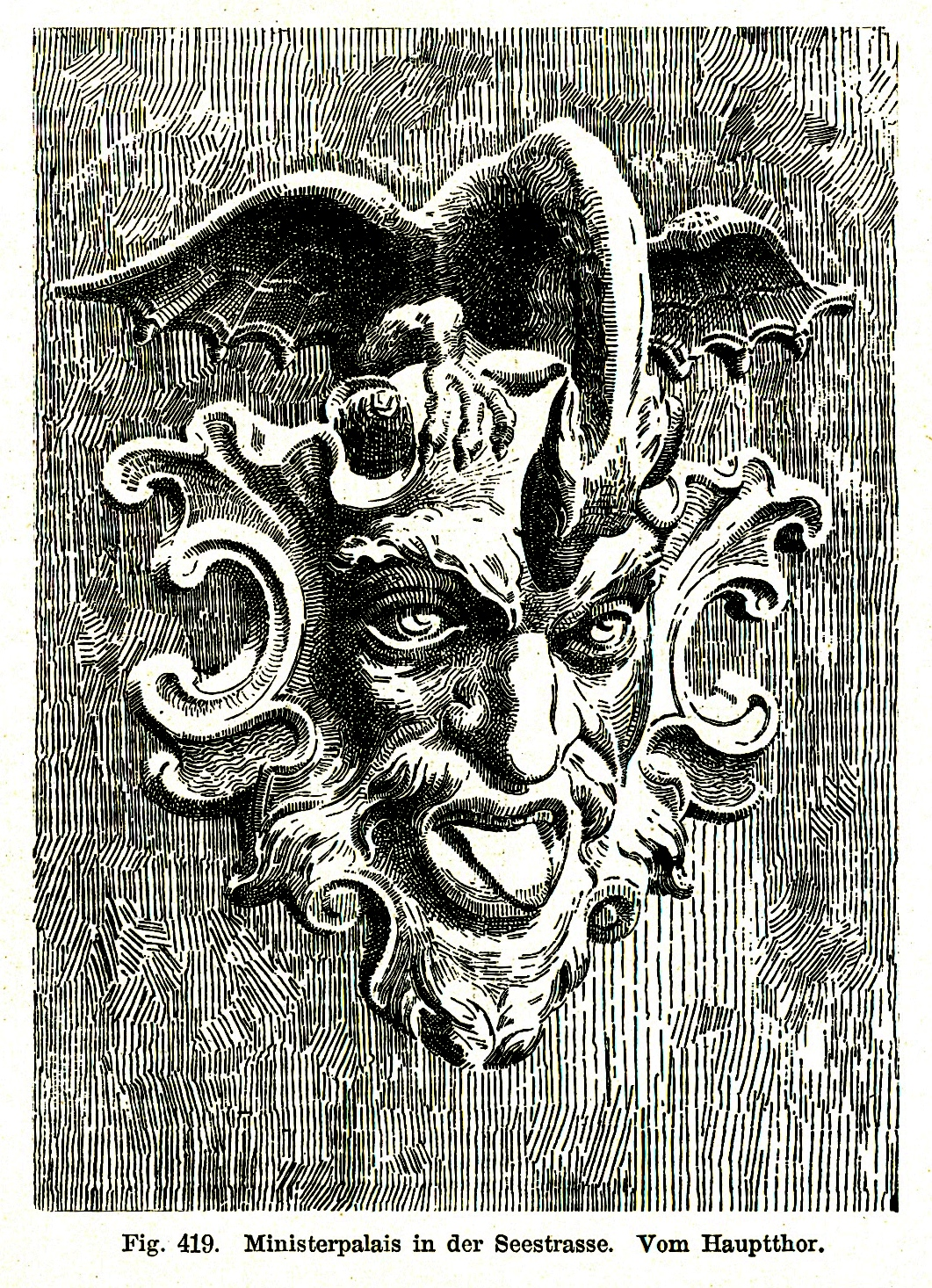
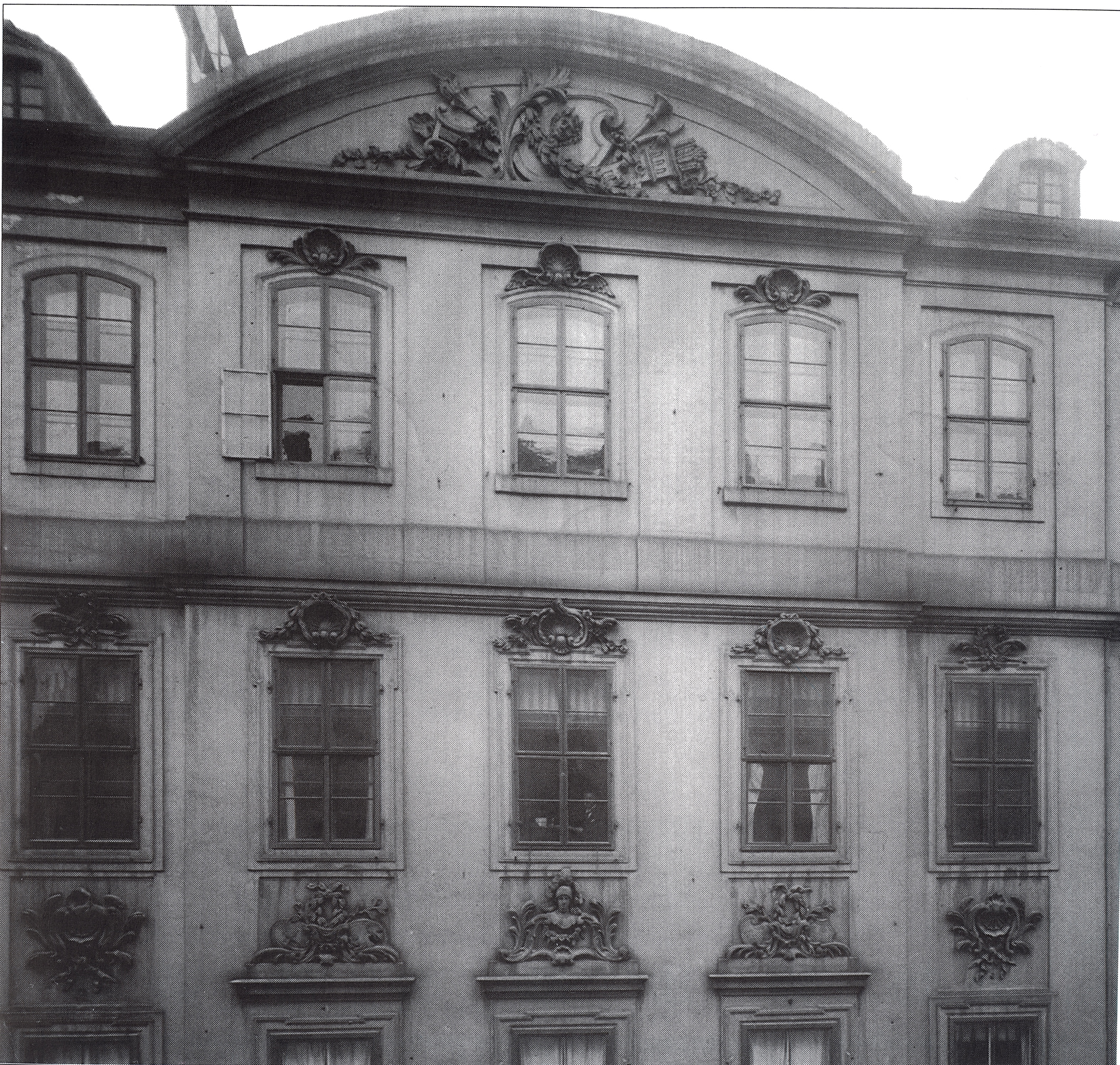
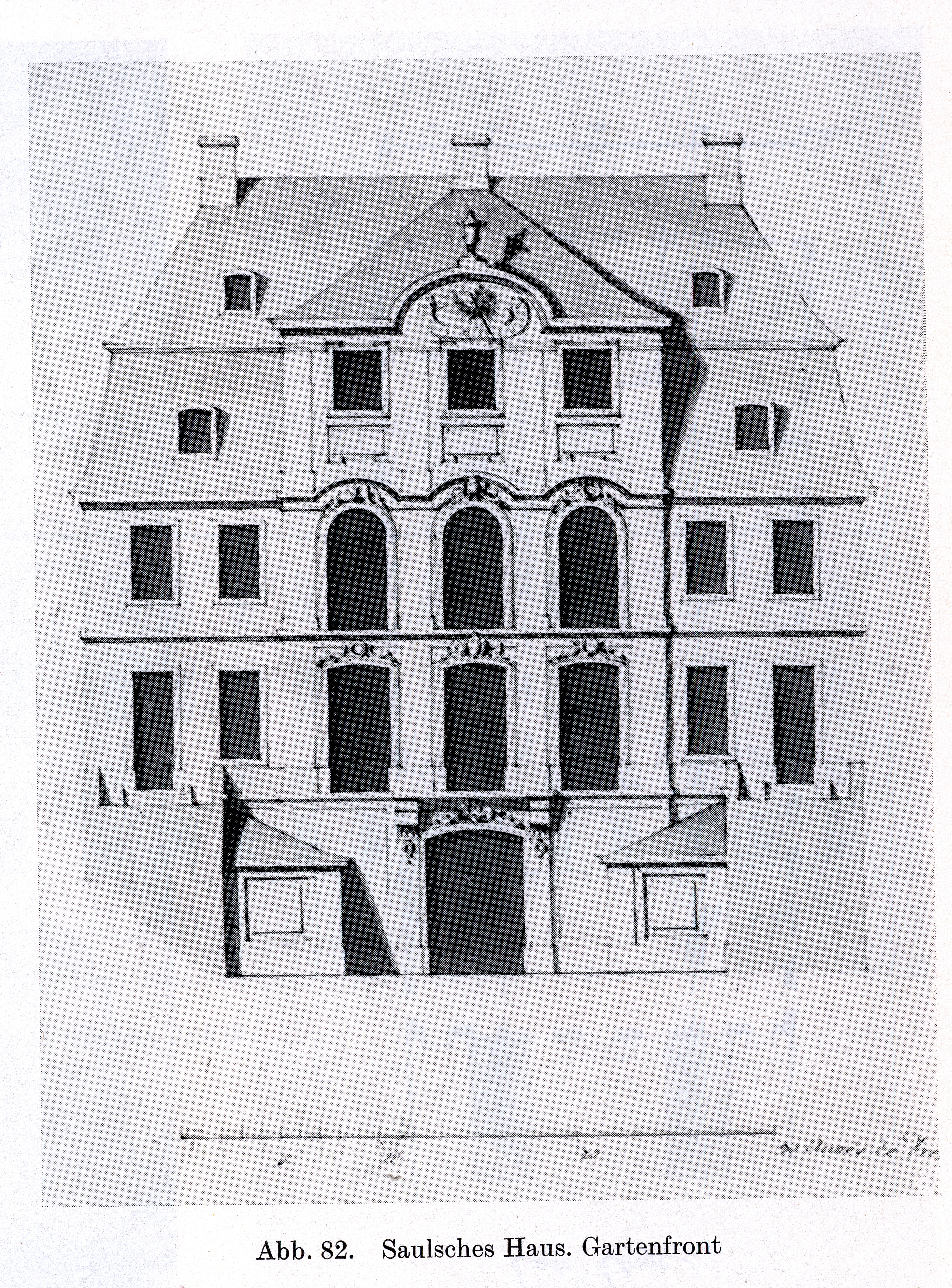
Saulsches Haus. Entwurf zur Gartenfront von Johann Christoph Knöffel
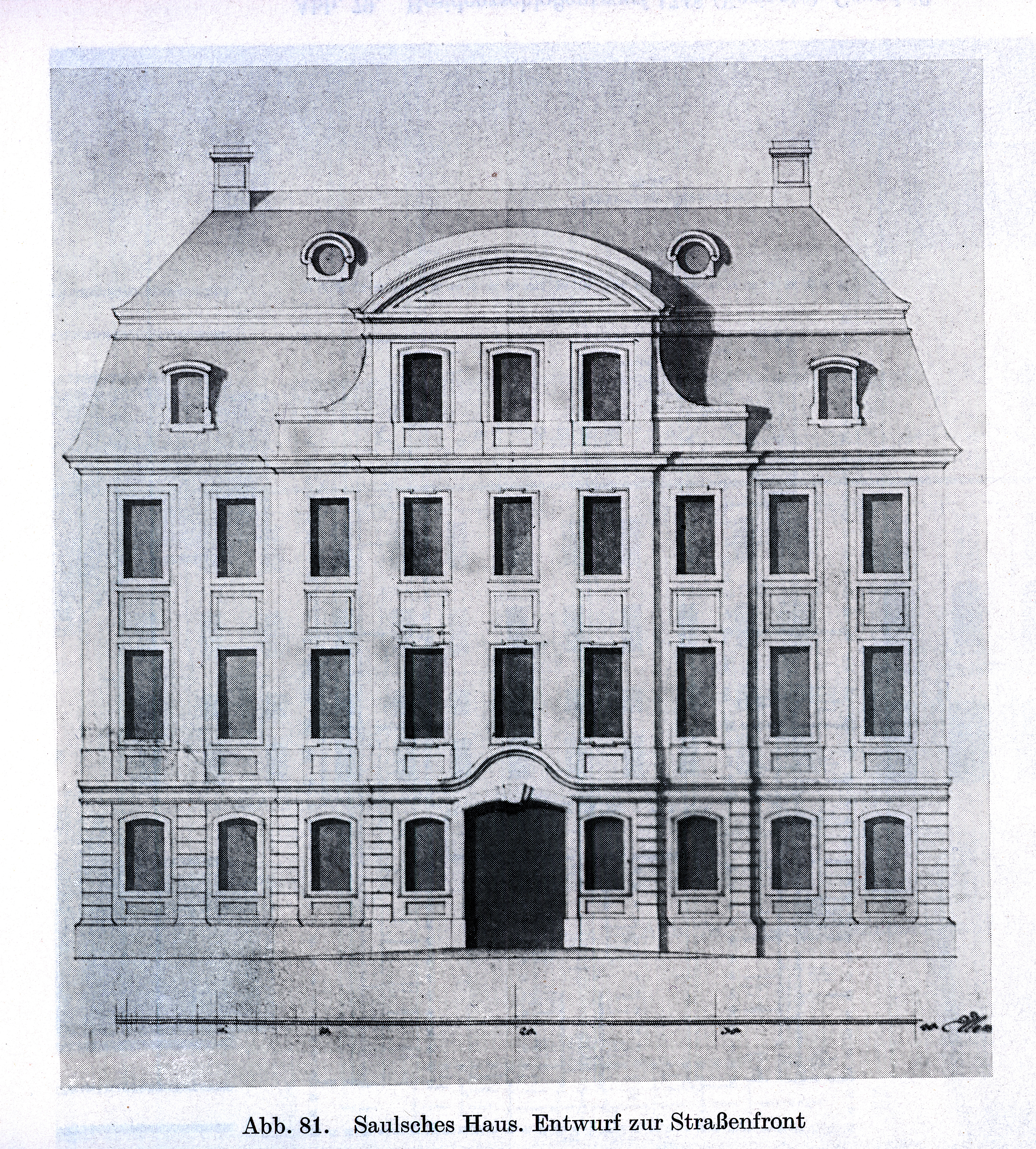
Entwurf zur Straßenfront von Johann Christoph Knöffel